# Liste der Gouverneure von Roraima

Wappen von Roraima

Die Liste der Gouverneure von Roraima gibt einen Überblick über die Gouverneure des brasilianischen Bundesstaats Roraima seit Gründung des Staates nach der Installation 1990.
Amtssitz der Regierung ist der Palácio Senador Hélio Campos in Boa Vista.

## Seit Eigenständigkeit
| Nr.      | Name                                                  | Bild         | Partei      | Beginn der Amtszeit | Ende der Amtszeit                               |
| -------- | ----------------------------------------------------- | ------------ | ----------- | ------------------- | ----------------------------------------------- |
| 01       | Romero Jucá                                           |              | PMDB PDS    | 15. Sep. 1988       | 31. Dez. 1990                                   |
| 02       | Rubens Vilar (Rubens Vilar de Carvalho)               |              | PMDB        | 31. Dez. 1990       | 14. März 1991                                   |
| 03       | Ottomar Pinto                                         |              | PTB         | 15. März 1991       | 31. Dez. 1994                                   |
| 04       | Neudo Campos                                          |              | PTB PPB PFL | 1. Jan. 1995        | 6. Apr. 2002                                    |
| 05       | Flamarion Portela                                     |              | PSL PT      | 6. Apr. 2002        | 10. Nov. 2004                                   |
| 06       | Ottomar Pinto                                         |              | PTB PSDB    | 10. Nov. 2004       | 11. Dez. 2007                                   |
| 07       | José de Anchieta Júnior                               |              | PSDB        | 11. Dez. 2007       | 4. Apr. 2014                                    |
| 08       | Chico Rodrigues (Francisco de Assis Rodrigues)        |              | PSB         | 4. Apr. 2014        | 31. Dez. 2014                                   |
| 09       | Suely Campos (Maria Suely Silva Campos)               |              | PP          | 1. Jan. 2015        | 10. Dez. 2018 (ersetzt durch Bundesinterventor) |
| 10 (11.) | Antonio Denarium (Antonio Oliverio Garcia de Almeida) |              | PSL PP      | 1. Jan. 2019        | 1. Jan. 2023                                    |
| 10 (11.) | Antonio Denarium (Antonio Oliverio Garcia de Almeida) | 1. Jan. 2023 | PSL PP      | amtierend           |                                                 |